# Catalogo van den Bergh - Herbst

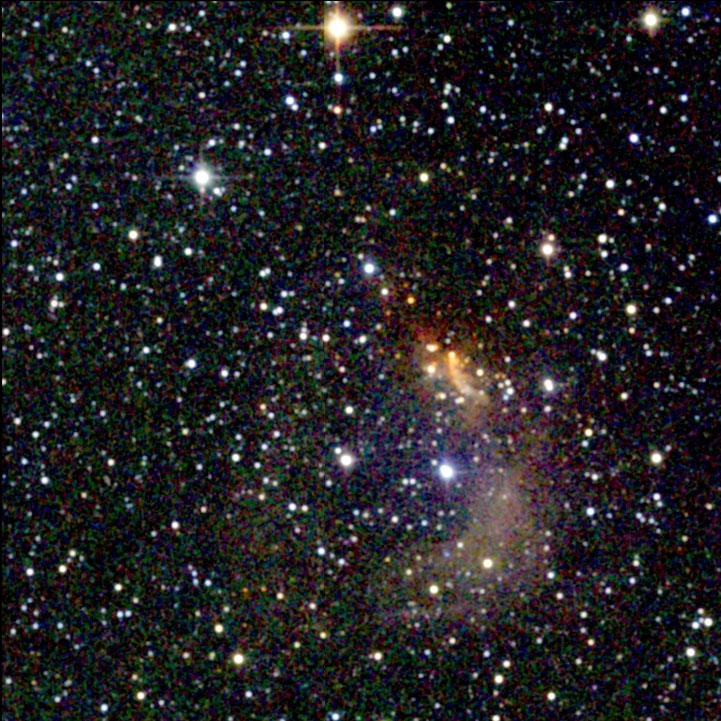
NGC 2626, una nebulosa che riporta anche la sigla vdBH 17a, situata nella costellazione delle Vele.

In astronomia, il Catalogo van den Bergh - Herbst è un catalogo astronomico che conta 93 nebulose a riflessione, alcune delle quali composte da più sottoregioni, per un totale di 136 oggetti, coincidenti con altrettante stelle a contatto o immerse in nebulosità; l'intenzione degli autori è infatti quella di indicizzare tutte le stelle poste a sud dei 33° di declinazione sud circondate da nebulose a riflessione visibili sia nelle stampe in blu che in quelle in rosso del Palomar Sky Survey. 
La sigla utilizzata nelle carte celesti per gli oggetti di questo catalogo è vdBH seguito dal numero dell'oggetto; tuttavia, poiché come spesso accade, molti oggetti hanno più designazioni, si tende a indicare il numero del Catalogo Van den Bergh solo in mancanza di alcuni cataloghi meglio noti, come il Catalogo di Messier (M), il New General Catalogue (NGC) o l'Index Catalogue (IC).
Le nebulose di questo catalogo più vicine a noi si trovano lungo la Cintura di Gould, mentre le più lontane si trovano sul piano galattico o in bracci di spirale adiacenti al nostro. Per ogni nebulosa viene fornita una classificazione di colore, da vB (molto blu) fino a vR (molto rossa), con un valore I per intermedio; inoltre viene indicato se la stella responsabile dell'illuminazione dei gas si trova all'interno (classe I) o all'esterno (classe II) della massa gassosa che compone la nebulosa illuminata.

## Oggetti
- vdBH 4
- vdBH 7